# Герман Гуммерус
Професор Герман Грегоріус Гуммерус (швед. Herman Gregorius Gummerus; 24 грудня 1877, Санкт-Петербург, Санкт-Петербурзька губернія, Російська імперія — 18 липня 1948, Гельсінкі, Фінляндія) — фінський політик, дипломат, антикознавець. Викладач Гельсінського університету.

## Біографія
Герман Грегоріус Гуммерус народився 24 грудня 1877 року в Санкт-Петербурзі в родині фінських шведів. Його батько був залізничним інженером. Дитинство Герман провів у Фінляндії. Закінчив Петербурзький університет, вивчав економіку та історію Давнього Риму. Вивчав історію Давнього Риму в Берлінському університеті, під керівництвом Едуарда Меєра.
У 1911—1920 та 1926—1947 роках викладав в Гельсінському університеті. У 1904 році неодноразово заарештовувався через виступи за незалежність Фінляндії.
Під час першої світової війни співпрацював з Міністерством закордонних справ Німеччини, працював у фінському бюро Фріца Веттерхофа в Стокгольмі. Співпрацював із фінськими і балтійськими націоналістами і українськими революціонерами.
У 1918 році Герман Гуммерус відкрив Посольство Фінляндії в Києві.
У 1920—1925 роках — посол Фінляндії в Римі.
У 1925 році — повернувся у Фінляндію. Один із засновників правого Патріотичного народного руху. Працював доцентом, згодом професор Гельсінського університету.
У 1934 році — залишив активну політичну діяльність.